# Simone Renna
Simone Renna (nacido el 10 de julio de 1974 en Lecce ) es un sacerdote católico italiano, subsecretario del Dicasterio para el Clero a partir de 2022.

## Curriculum vitae
El 29 de junio de 2004 fue ordenado sacerdote e incardinado en la Archidiócesis de Lecce . Fue, entre otros, director de los departamentos curiales para ministerio juvenil y pastoral académica, juez del tribunal episcopal y canciller de la curia. En 2019 se convirtió en empleado de la Congregación para Clero . El 9 de febrero de 2022 fue nombrado subsecretario de este dicasterio por el Papa Francisco.